# Münstermaifeld
Münstermaifeld (pronunciación en alemán: /ˌmʏnstɐˈmaɪ̯fɛlt/ⓘ) es una ciudad del distrito de Mayen-Coblenza, en Renania-Palatinado, Alemania. Forma parte del Verbandsgemeinde ("municipalidad colectiva") Maifeld. Se ubica en el sudeste de Mayen, a unos pocos km del río Mosela y del castillo Eltz. Los primeros pobladores de la región (a. C.) fueron los celtas. La antigua iglesia está construida sobre la torre de un castillo romano. Después de los romanos, los francos (Carlomagno) llegaron en el siglo IX. En la Edad Media Münstermaifeld alcanzó la categoría de ciudad y fue gobernada por el obispo de Tréveris. 

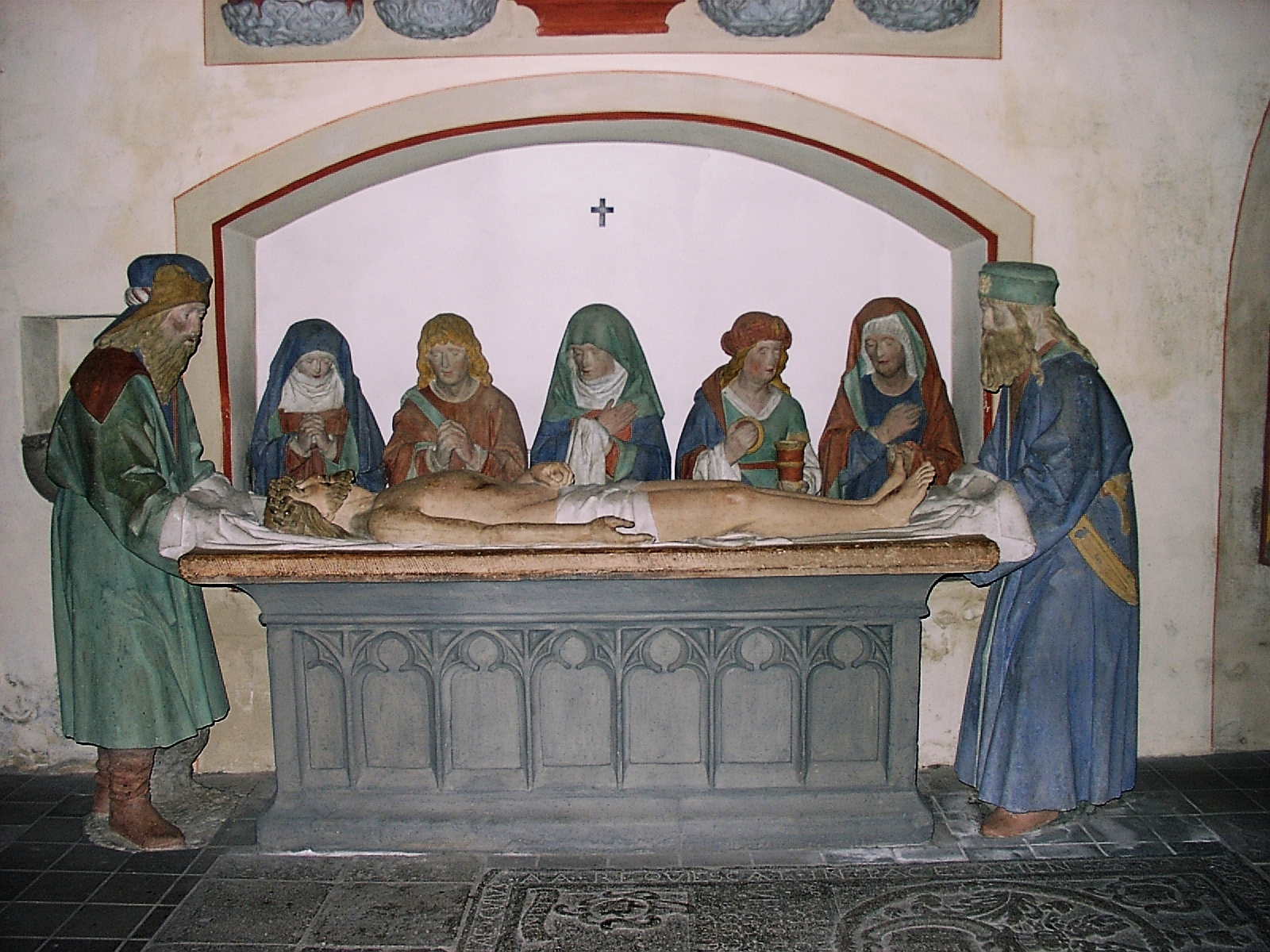
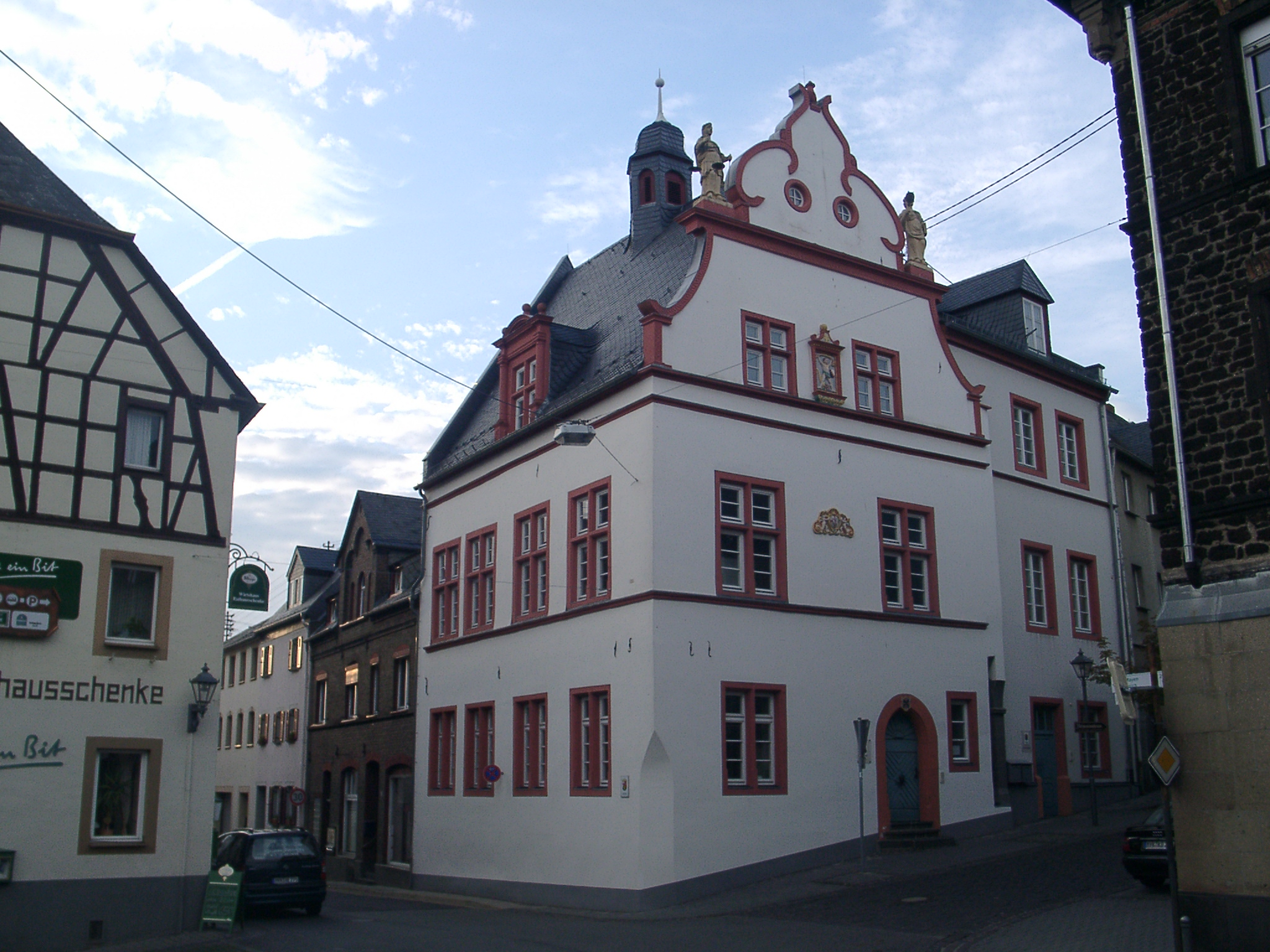
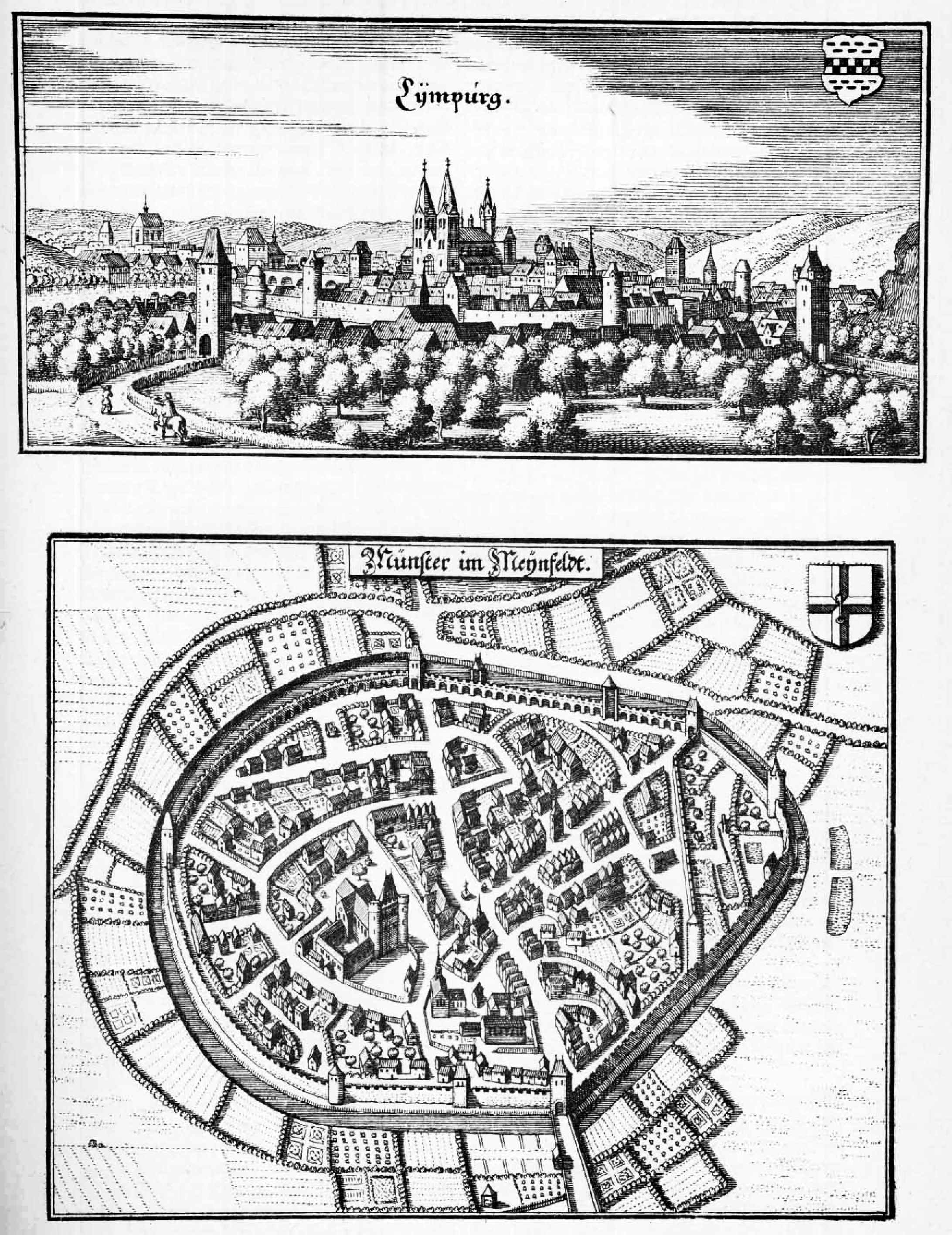